# Elena Kadare
Elena Kadare z domu Gushi (ur. 1943 w Fierze) – albańska pisarka i scenarzystka filmowa. 

## Życiorys
Po ukończeniu szkoły średniej w Elbasanie, studiowała język i literaturę albańską na uniwersytecie w Tiranie. Po studiach pracowała jako dziennikarka i redaktorka w wydawnictwie. Jest znana głównie jako autorka krótkich opowiadań. W 1970 r. ukazała się jej powieść: Një lindje e vështirë (Trudne narodziny), będąca pierwszą w historii literatury albańskiej powieścią napisaną przez kobietę. Przetłumaczyła na język albański powieść Szosza Isaaca Bashevisa Singera, a także Dziennik szalonego starca Jun’ichirō Tanizaki.
Mieszka w Paryżu i w Tiranie. W roku 2007 odwiedziła Polskę. W 2011 nakładem wydawnictwa Onufri ukazały się wspomnienia pisarki z ostatnich 15 lat - Koha e pamjaftueshme (Czas niewystarczający). W 2012 wyróżniony tytułem Honorowego Obywatela Elbasanu.
Jej mężem był Ismail Kadare, a córką – Besiana Kadare.

## Powieści
- 1966: Shuaje dritën vera! novelë
- 1970: Nje lindje e veshtire (Trudne narodziny)
- 1981: Bashkëshortët : roman
- 1994: Nje grua nga Tirana (Kobieta z Tirany)
- 1994: Zeri i njeriut te humbur

## Scenariusze filmowe
- 1978: Nusja dhe shtetërrethimi